# کیش‌دوروگ
کیش‌دوروگ (به مجاری:  Kisdorog) یک شهرداری در مجارستان است که در ناحیه بونیهاد واقع شده‌است. کیش‌دوروگ ۲۰ کیلومتر مربع مساحت و ۸۷۰ نفر جمعیت دارد.